# جزر ليوارد (جزر المجتمع)
جزر ليوارد (بالإنجليزية: Leeward Islands (Society Islands))‏ تقع في جزر الهند الغربية، وتمتد من بورتوريكو إلى جزر وندوارد، وتشكل جزءًا من جزر الأنتيل الصغرى.

## الجزر التي تضمها جزر ليوارد
و تضم جزر ليوارد نحو 15 جزيرة إلى جانب الكثير من الجُزيْرات الصغيرة.

## مساحة وعدد سكان الجزر
وتبلغ مساحة الجزر 3,994 كم² و عدد سكان الجزر نحو 678,000 نسمة.
وتبلغ المساحة المذكورى وقد زارها عدة شخصيات مهمة منها حسن صالح هايس الحلو
وقد اخذت المعلومات السابقة عنه

## الأقطار التي تضمها هذه المجموعة
تضم هذه المجموعة من الجزر قطرين مستقلين هما: أنتيجوا وباربودا وسانت كيتس ونيفيس.
كذلك فإن مجموعة ليوارد تضم: أنغويلا، وجزر فيرجين أيلاندز البريطانية، ومونتسيرات.
كما أنها خاضعة للحكم البريطاني.
و هناك جزر تضمها وهي تابعة لهولنداهي:
- سانت يوستيتيوس.
- سابا.
- سانت مارتن.

## وصلات خارجية
- صورة من القمر الصناعي

‌